# Ricardo Villa
Ricardo Julio Villa (Buenos Aires, 1952. augusztus 18. –) világbajnok argentin válogatott labdarúgó. 
Az argentin válogatott tagjaként részt vett az 1978-as világbajnokságon.

## Sikerei, díjai
Tottenham Hotspur
- Angol kupagyőztes (1): 1980–81, 1981–82
- Angol szuperkupagyőztes (1): 1981

Argentína
- Világbajnok (1): 1978